# Relaxina
La relaxina és una hormona de proteïna de sobre 6000 Da, va ser descrita per primera vegada per Frederick Hisaw el 1926.
La relaxina com família de pèptids pertany a la superfamília de la insulina i consisteix en 7 pèptids d'alta semblança estructural però baixa similitud de seqüència: La relaxina-1 (RLN1), 2 (RLN2) i 3 (RLN3), i el pèptids similars als de la insulina (INSL), INSL3, INSL4, INSL5 i INSL6. Les funcions de la relaxina-3, INSL4, INSL5, INSL6 estan sense caracteritzar a hores d'ara.

## Síntesi
En la femella, és produït pel cos luti de l'ovari, la mama i, durant l'embaràs, també per la placenta, cori, i endometri.
En l'home, és produït en la pròstata i és present en esperma humà.

## Estructura
Estructuralment, la relaxina és un heterodímer de dues cadenes de pèptid de 24 i 29 aminoàcids vinculats per ponts de disulfur, i apareix relacionat amb insulina.
La Relaxina és produïda des de la seva prohormona, "prorelaxina", per separar-se d'una reacció de cadena de pèptids addicional.

## Funció

### En Humans
En dones, la relaxina és produïda principalment pel cos luti, tant en dones embarassades com no. Els nivells de relaxina arriben al màxim aproximadament als 14 dies d'ovulació, i llavors baixa en cas de no estar embarassada, ho fa en forma de menstruació. La relaxina pot estar implicada en el procés vital de decidualització, treballen juntament amb les hormones esteroides per permetre a l'endometri preparar-se per a ser fecundat. Durant el primer trimestre d'embaràs, augmenten els nivells de relaxina i se'n crea més addicionalment, és produït per l'endometri. El nivell més alt de relaxina és assolit durant el primer trimestre (14 setmanes) i al part. La relaxina fa de mitjancer en els canvis hemodinàmics que ocorren durant l'embaràs, com l'augment del cabal cardíac, l'augment del flux sanguini renal, i augmenta la compliança articular. També relaxa altres lligaments pèlvics. Es creu que estova la símfisi púbica.
En els homes, la relaxina millora la mobilitat de l'esperma en el semen.
En el sistema cardiovascular, la relaxina funciona principalment activant la via de l'òxid nítric. Altres mecanismes inclouen l'activació de NFκB que porta al factor de creixement endotelial vascular (FCEV) i la transcripció de les metal·loproteïnes de la matriu.
S'ha demostrat que la relaxina relaxa les cèl·lules musculars llises vasculars i augmenta la producció d'òxid nítric en les cèl·lules endotelials de les rates, exercint així un paper en la regulació de la funció cardiovascular dilatant les artèries de resistència sistèmica. La relaxina augmenta la velocitat i la força de contracció cardíaca en les rates d'experiments. Mitjançant una regulació ascendent del FCEV la relaxina té un paper clau en la formació de vasos sanguinis (angiogènesi) durant l'embaràs, desenvolupament tumoral o ferides isquèmiques.

### En altres animals
En animals, la relaxina eixampla l'os púbic i facilita el part; també suavitza el coll uterí (la maduració del coll uterí), i relaxa la musculatura uterina. No obstant això, la seva importància pot arribar molt més lluny. La relaxina pot afectar el metabolisme del col·lagen, inhibint la síntesi de col·lagen i millorant la seva descomposició incrementant la matriu metal·loproteïna. També millora l'angiogènesi i és un vasodilatador renal potent.
En el model del ratolí, s'ha trobat la relaxament per promoure la maduració del miocardi.
Diversos estudis d'animals han trobat que la relaxina té una funció cardioprotectora contra la isquèmia i la reperfusió, reduint el dany cel·lular mitjançant efectes antiapoptítics i antiinflamatoris. S'ha demostrat que la relaxina redueix la fibrosi cardíaca en els models animals inhibint fibroblasts cardíacs secretant col·lagen i estimulant la metal·loproteïna de la matriu.
En el conill europeu (Oryctolagus cuniculus), la relaxina s'associa amb la diferenciació escamosa i s'expressa en les cèl·lules epitelials traqueobronquials en lloc d'estar involucrada amb la reproducció.
En els cavalls (Equus caballus), la relaxina és també una important hormona involucrada en l'embaràs, però, abans que aquest es produeixi, la relaxina s'expressa per estructures ovàriques durant el cicle estral. Abans de l'ovulació, la relaxina es produeix per cèl·lules estromals ovàriques, que promouran la secreció de gelatinasa i inhibidors de teixits de les metal·loproteines. Aquests enzims ajudaran llavors al procés d'ovulació, que conduirà a l'alliberament d'un fol·licle desenvolupat en la trompa de fal·lopi. A més, les cèl·lules granulars dels fol·licles expressen la relaxina incrementant els nivells depenent de la seva mida. Durant l'embaràs prematur, l'embrió prefecundat expressarà la relaxina, que promourà l'angiogènesi en l'endometri mitjançant l'augment de la FCEV. Això permetrà a l'endometri preparar-se per a la fecundació. Només en els cavalls, l'embrió de l'úter expressarà la relaxina mRNA almenys 8 dies després de l'ovulació. Llavors, a mesura que es desenvolupa la relaxina, s'augmentarà, la qual cosa és probable que promogui el desenvolupament embrionari.
Amb relació a la producció de relaxina per part de l'embrió del cavall, la placenta materna és la font principal de la producció de relaxina, mentre que en la majoria d'animals la principal font de la relaxina és el cos luti. Les cèl·lules trofoblastals de la placenta produeixen la relaxina, però la mida de la placenta no determina el nivell de producció d'aquesta. Això és a causa que les diferents espècies de cavalls mostren diferents nivells de relaxina. A partir del 80 dia de gestació, els nivells de relaxina augmenten en el sèrum de la mare arribant als punts més alts en gestació tardana. A més, el patró d'expressió de la relaxació seguirà l'expressió d'estrogen, però, encara no hi ha un enllaç conegut entre aquestes dues hormones. Durant el part, hi ha un augment de la relaxina 3–4 hores abans de donar a llum, que està involucrada en la relaxina miometrial i la suavització dels lligaments pelvians per ajudar a la preparació del canal de naixement per al part del fetus de cavall. Després del naixement, els nivells de relaxina disminueixen gradualment si la placenta també es ltreu, però, si la mare sofreix un avortament, llavors els nivells de la relaxina disminuiran a mesura que la placenta deixi de funcionar.

## Receptors
La relaxina interactua amb el receptor de la relaxina LGR7 (RXFP1) i LGR8 (RXFP2) que pertanyen a la superfamília del receptor acoblat a proteïnes-G. Contenen un domini de transmembrana heptahelicoidal, una heptahèlix i un gran ectodomini glicosilat, relacionat remotament amb els receptors per a les glicoproteohormonas, com el receptor LH o el receptor FSH.
Els receptors de la relaxina han estat trobats en el cor, múscul llis, teixit conjuntiu, i sistema nerviós central.

## Desordres
Les dones que han estat en el tractament de relaxina durant els assaigs clínics han experimentat un sagnat més dens durant el seu cicle menstrural, suggerint que els nivells de la relaxina podrien tenir un paper en el sagnat uterí anormal. No obstant això, cal investigar més per confirmar la relaxina com a causa directa.
S'ha trobat una expressió més baixa de relaxina entre les dones que tenen endometriosi. La investigació en aquesta àrea és limitada i més estudis sobre la relaxina podrien contribuir molt a la comprensió de l'endometriosi.
Els trastorns específics relacionats amb la relaxina no han estat molt descrits, però també s'ha suggerit una relació entre l'escleroderma i la fibromiàlgia.

### Embaràs
És possible que la relaxina en la placenta pugui ser un factor que contribueixi a posar-se de part en els éssers humans i, per tant, els nivells de relaxina sèrica durant l'embaràs s'han vinculat a un naixement prematur.

## Objectius farmacèutics
Una forma combinada de la relaxina-2 humana ha sigut desenvolupada com a medicament d'investigació RLX030 (serelaxina).
S'ha suggerit que la relaxina es podria utilitzar en una teràpia quan es tracta de trastorns ginecològics.

## Evolució
La relaxina-1 i la relaxina-2 van sorgir de la duplicació d'un gen proto-RLN fa entre 44,2 i 29,6 milions d'anys en l'últim ancestre comú dels primats catarrhinis. Es creu que la duplicació que va portar a RLN1 i RLN2 va ser el resultat de la selecció positiva i l'evolució convergent a nivell de nucleòtids entre el gen de la relaxina en els micos del Nou Món i el gen RLN1 en els simis. Com a resultat, els micos del Vell Món, un grup que inclou les subfamílies dels colobins i els cercopitecs, han perdut el paràleg RLN1 però els simis han conservat tant el RLN1 com els gens RLN2.